# Яндекс
«Я́ндекс» — российская транснациональная компания в отрасли информационных технологий, чьё головное юридическое лицо зарегистрировано в Калининградской области Российской Федерации, владеющая одноимённой системой поиска в интернете и интернет-сервисами в нескольких странах. Это многопрофильная технологическая компания, которая охватывает широкий спектр областей: от поиска информации в интернете и навигации до электронной коммерции, развлечений и облачных технологий. Наиболее важное положение занимает на рынках России, Беларуси и Казахстана.
Поисковая система Yandex.ru была официально анонсирована 23 сентября 1997 года и первое время развивалась в рамках компании CompTek International.
Как отдельная компания «Яндекс» была зарегистрирована в 2000 году.
В мае 2011 года «Яндекс» (Yandex N.V.) провёл первичное размещение акций, заработав на этом больше, чем другие интернет-компании со времён IPO поисковика Google в 2004 году. После реструктуризации компании с 24 июля 2024 года акции МКПАО «Яндекс» начали торговаться под тикером YDEX на Московской бирже.
Компания «Яндекс» активно развивает экосистему сервисов и продуктов, а также занимается разработкой нейросетей, которые интегрируются в сервисы компании. За годы работы «Яндекс» стал корпорацией с большим количеством активов; в 2017 году «Яндекс» предоставлял более 50 различных веб-служб.
В 2013 году поисковая система «Яндекс» являлась четвёртой среди поисковых систем мира по количеству обрабатываемых запросов (свыше 6,3 млрд в месяц на начало 2014 года).
По состоянию на декабрь 2020 года, согласно рейтингу Alexa.com, сайт yandex.ru по популярности занимает 49-е место в мире и 4-е — в России.
После начала вторжения России на Украину основатель Яндекса Аркадий Волож и иностранные акционеры приняли решение выйти из компании. 5 февраля 2024 года компания объявила о реорганизации бизнеса на две части: российский «Яндекс» и нидерландскую Yandex N.V., которая ранее была материнской компанией всего «Яндекса». В феврале 2024 года, после долгих переговоров, политического и юридического давления Яндекс, включая его поисковую систему, был продан российскому инвестиционному фонду, тесно связанному с российским правительством, за 475 миллиардов рублей ($5,2 миллиардов) — значительно более низкую цену, чем его рыночная стоимость в связи с требованиями комиссии по контролю за иностранными инвестициями о 50%-дисконте. Новым владельцем стала группа частных инвесторов, а головной компанией — МКПАО «Яндекс».

## История
В 1989 году предприниматель и программист Аркадий Волож основал фирму CompTek, специализировавшуюся на продаже персональных компьютеров и занимавшуюся автоматизацией рабочих мест.
В 1993 году компания CompTek создала поисковую программу на жёстком диске компьютера и ей было дано имя «Yandex», название которой придумали Илья Сегалович, директор «Яндекса» по технологиям, и генеральный директор компании — Аркадий Волож. Сегалович выписывал разные производные от слов, описывающих суть технологии. В результате появился вариант «yandex» — Yet ANother inDEXer («ещё один индексатор»).
Сотрудничая с Институтом проблем передачи информации, CompTek создала словарь с поиском, который учитывал морфологию русского языка.
В 1995 году было принято решение об использовании поискового приложения для сети Интернет. Сначала оно работало с ограниченным числом ресурсов, а позже со всем русскоязычным сегментом Интернета (рунетом).
23 сентября 1997 года состоялся официальный анонс поисковой машины Yandex.Ru на выставке Softool.
К середине 1999 года «Яндекс» был в семёрке популярнейших сайтов рунета.
В апреле 2000 года компания «Яндекс» вышла из состава CompTek и стала независимой. Материнский холдинг располагался на острове Кипр, в России же была зарегистрирована дочерняя компания в форме общества с ограниченной ответственностью.
В 2001 году появилась система контекстной рекламы «Яндекс.Директ», которая вскоре стала основным источником прибыли в компании.

### Деятельность до 2024 года
В 2012 году компания выпустила Яндекс.Браузер.
В июле 2013 года глава «Яндекса» Аркадий Волож объявил о планах своей компании выйти за пределы Интернета и открытии в будущем служб в других отраслях.
Во время российских протестов 2011 и 2012 годов, захвата Крыма и атаки на восток Украины 2014 годов российское правительство предпринимало действия по контролю выдаваемого Яндексом списка новостей. Ещё в 2009 году президент России Дмитрий Медведев инициировал покупку «Сбербанком» «золотой акции» «Яндекса» с целью избежать попадания предприятия общегосударственной важности в руки иностранцев. В мае 2012 в Государственной думе Российской Федерации появился законопроект, в котором «Яндекс» и «ВКонтакте» признаются стратегическими предприятиями как общенациональные трансляторы информации.
Давление на Яндекс со стороны российского правительства значительно усилилось с 2014 года. Были приняты законы, заставляющие поисковые системы и агрегаторы новостей использовать источники, одобряемые российским правительством. Российское правительство усиливало контроль за менеджментом компанией.
Факт участия иностранного капитала в Яндексе стал объектом критики президента России Владимира Путина 24 апреля 2014 года на медиафоруме «Общероссийского народного фронта». Согласно официальному заявлению самой компании Яндекс, «финансовые интересы инвесторов и управление компанией в „Яндексе“ всегда были разделены».
В ноябре 2015 года Яндекс разработал собственную технологию прогноза погоды — «Метеум». Она позволяет строить прогноз погоды с точностью до дома благодаря объединению классических моделей метеопрогнозирования и технологий машинного обучения. В том же году появился сервис «Яндекс для медиа», который автоматически составляет новости на основе данных сервисов Яндекса.
Со 2 февраля 2016 года компания Яндекс начала использовать новую формулу ранжирования, учитывающую пригодность сайта для мобильных устройств. Новую формулу назвали «Владивосток» — в честь одного из крупнейших дальневосточных городов.
В марте 2019 года компанией Яндекс был запущен специальный инструмент, который помогает находить страницы сайтов с пиратским контентом.
Летом 2016 года в «Яндекс.Браузере» появилась персональная лента рекомендаций «Яндекс.Дзен». Лента рекомендаций формируется с помощью алгоритмов искусственного интеллекта и рекомендательной технологии «Яндекса» — Диско.
В сентябре 2016 «Яндекс» запустил свой новый образовательный проект, Яндекс.Лицей, для учащихся старших классов по промышленному программированию на языке Python.
С начала 2017 года «Яндекс» начал разработку системы автономного управления транспортными средствами. В этом же году компания начала тестировать собственные беспилотные автомобили, оснащённые этой системой. Позже эта система была использована для создания автономного робота-доставщика «Яндекс. Ровер».
10 октября 2017 года «Яндекс» представил своего голосового ассистента «Алиса».
В 2018 году экосистема Яндекса пополнилась сервисами «Яндекс.Облако», «Яндекс.Диалоги», «Яндекс.Плюс», «Яндекс.Драйв» и «Яндекс.Заправки».
9 октября 2019 года компания представила вторую умную колонку собственной разработки — «Яндекс. Станция Мини».
Летом 2019 года в российский парламент был внесён закон о значимых интернет-компаниях (также известен как «закон Горелкина»), согласно которому иностранцы не могут владеть или контролировать более 20 % «существенных информационных ресурсов» в России. Законопроект критиковали представители отрасли, а также правительственные чиновники. 11 октября, на следующий день после публичного обсуждения законопроекта, акции «Яндекса» потеряли около 15 % стоимости, что стало крупнейшим обвалом для компании в 2019 году. 20 октября правительство РФ поддержало закон с рекомендацией ограничить иностранное участие в значимых интернет-ресурсах в отношении голосующих акций на уровне 50 % минус акция. Поправки в закон «О международных компаниях» были приняты Госдумой 13 ноября и одобрены Советом Федерации 25 ноября, на следующий день документ был подписан президентом Владимиром Путиным. В этот же день он сообщил о состоявшейся недавно встрече с руководителями и основными акционерами «Яндекса».
18 ноября 2019 года Яндекс представил проект новой структуры собственности компании, которое должно одобрить намеченное на 20 декабря собрание акционеров. Проект считался попыткой учесть интересы государства и меньшим из зол по сравнению с вышеуказанным законопроектом. Новую структуру управления обсуждали с неназванными сотрудниками администрации президента и чиновниками правительства, сам Волож выразил уверенность: «Мы уверены, что получили широкую поддержку от государства». Согласно документу:
1. В офшорной зоне в Калининграде будет создан «Фонд общественных интересов» (Public Interests Foundation), который будет выдвигать двух из 12 членов совета директоров, а также принимать участие в принятии управленческих решений. Фонд будет принимать решения в отношении сделок по консолидации 10 % и более акций компании в одних руках, согласно выдвигать передачу интеллектуальной собственности компании, возможные партнёрства с правительствами других стран и решать другие вопросы. В то же время было заявлено, что фонд не будет влиять на «операционную, стратегическую и экономическую» деятельность компании.

Фонд возглавила руководитель образовательного центра «Сириус» и фонда «Талант и успех», а также доверенное лицо Владимира Путина на выборах 2018 года Елена Шмелёва.
1. В фонд уйдёт «золотая акция» компании, которая до этого принадлежала государственному Сбербанку и давала право блокировать некоторые решения — например, о продаже активов.
2. В совет директоров фонда войдут 11 человек, в том числе представители университетов — ВШЭ, МФТИ, МГУ, СпбГУ и ИТМО, школы управления «Сколково» и «Фонда поддержки 57-й школы», а также глава группы компаний «Яндекса» Аркадий Волож, управляющий директор группы компаний Тигран Худавердян и гендиректор «Яндекса» в России Елена Бунина.
3. Сам Волож обязался не продавать 95 % своих акций в течение ближайших двух лет.

В сентябре 2020 года «Яндекс» выделил направление беспилотных автомобилей в отдельную компанию Yandex Self Driving Group.
10 марта 2021 компания запустила собственный платёжный сервис Yandex Pay. В первой половине сентября 2021 года серверы IT-компании подверглись самой крупной DDoS-атаке в истории рунета.
21 мая 2021 года «Яндекс» запустил сервис аренды электросамокатов через приложение «Яндекс Go».
19 декабря 2022 «Яндекс»  купил права на использование технологий  «Букмейта» на территории СНГ для развития книжных сервисов внутри своей экосистемы. 30 сентября 2024 года  «Букмейт» сменил название на «Яндекс Книги».
5 апреля 2023 года «Яндекс» запустил прототип сервиса «Шедеврум», создающего изображения по описанию. 17 мая 2023 года «Яндекс» запустил свою нейросеть YandexGPT (аналог нейросети от OpenAIChatGPT) с сервисами YandexGPT, YandexART, презентациями, аудио- и видеофайлами, ссылками из интернета, таблицами
24 августа 2023 года компания запустила финтех-сервис «Сейвы».

#### Поглощения и инвестиционная деятельность
С 2010 года «Яндекс» инвестировал в российские и иностранные компании. Среди проинвестированных компаний были Vizi Labs, Face.com, Blekko, Seismotech, Multiship, SalesPredict, Doc+.
В сентябре 2017 года «Яндекс» запустил центр обработки данных во Владимире. Объём инвестиций на этапе строительства первой очереди составил более 2,5 млрд руб.
В феврале 2018 года закрылась сделка по объединению «Яндекс.Такси» и Uber в России и пяти соседних странах. Доля «Яндекса» в новой компании стоимостью более 3,8 млрд долларов составила 59,3 %.
11-летнее партнёрство со Сбербанком закончилось в 2020 году; в третьем квартале 2020 Сбербанк и «Яндекс» завершили раздел активов.
В 2020 году в рамках развода со «Сбером» миноритариями «Яндекса» стали «ВТБ Капитал», инвестиционная компания Романа Абрамовича и инвесткомпании его партнёров по Evraz Александра Абрамова и Александра Фролова (их экономическая доля в капитале Yandex N.V. на момент сделки составила около 5 %, голосующая — около 2,5 %).
В январе 2022 года «Яндекс» заявил, что планирует вложить около 700 млн руб. в реконструкцию дата-центра в Сасово Рязанской области. С 2011 года в этот дата-центр Яндекс инвестировал более 6 млрд рублей.
В 2023 году компания реинвестировала в контент более половины  выручки своих развлекательных сервисов — Кинопоиска, Яндекс Музыки, Букмейта и Яндекс Афиши. За предыдущие три года, с 2021 по 2023, объём инвестиций Яндекса в контент составил 73 млрд рублей. За два года, с 2024 по 2025, компания планирует вложить в фильмы, сериалы, музыку и книги более 100 млрд рублей. В 2024 году доля инвестиций Яндекса в российский контент уже превысила инвестиции в иностранный в три раза.
16 апреля 2024 года «Яндекс» запустил поиск с помощью искусственного интеллекта «Нейро» .

15 ноября 2024 «Яндекс» создал структуру Yandex b2b Tech — бизнес-группу, которая объединяет технологии и инструменты в сегменте b2b.
3 апреля 2025 года был запущен сервис «Нейроэксперт» — для работы с документами.
16 апреля 2025 Яндекс объявил о покупке службы доставки Boxberry. Логистическая инфраструктура Boxberry станет частью инфраструктуры «Яндекса».
Яндекс в 2025-2026 годах вложит 42 млрд руб. в развитие облачных направлений: платформу SourceCraft для совместной разработки и развития программных продуктов, в инструменты безопасности и машинное обучение.

#### Рекламные кампании
На протяжении многих лет «Яндекс» почти не обращался к услугам сторонних рекламных агентств, выступая как в роли заказчика, так и исполнителя. Ситуация переменилась во второй половине 2000-х годов.

#### Технологии искусственного интеллекта
С 2009 года компания «Яндекс» развивала свой закрытый проект «Матрикснет» — уникальный патентованный алгоритм построения моделей машинного обучения, использующий одну из оригинальных схем градиентного бустинга. И в июле 2017 года была выложена в открытый доступ библиотека CatBoost, реализующая алгоритм построения моделей машинного обучения, который использует оригинальную схему градиентного бустинга. Технология CatBoost используется для улучшения результатов поисковой системы Яндекс, ранжирования персональной ленты рекомендаций, например в Яндекс.Дзен, для расчёта прогноза погоды и в других интернет-сервисах компании «Яндекс».
С 2012 года компания «Яндекс» занимается разработками в области обработки естественной речи, результатом которых явилась представленная в октябре 2013 года технология распознавания и синтеза речи Yandex.SpeechKit, применяемая в различных направлениях:
- Персональный помощник «Алиса»[81];
- Мультимедийная система голосового управления автомобилем, являющаяся конкурентом Car Play и Android Auto (подписаны контракты с «КАМАЗом», «Toyota» и «Honda»)[82];
- Перевод денежных средств голосом у Бинбанка[83];
- Автоматическое тегирование звонков, впервые внедрённое c Calltouch[84];
- Автоозвучка текстов (на сайте газеты «Известия»)[85].

С 2016 года «Яндекс» развивает технологию для беспилотного управления автомобилем.
В мае 2018 года «Яндекс» представил собственную искусственную нейронную сеть DeepHD, способную повышать качество видеозаписей.
В апреле 2021 года компания запустила в московском районе Хамовники доставку продуктов из магазинов и ресторанов с помощью робота «Ровер». Первыми к системе подключились магазины «Азбука вкуса» и «Вкусвилл».
В сентябре 2021 года «Яндекс» объявил о том, что видео, загруженные на платформах «Яндекса», YouTube, VK, Vimeo и Coursera, теперь можно переводить на русский язык в режиме реального времени.
В апреле 2025 года «Яндекс» запустил конкурента сервисам Google и ChatGPT. «Нейроэксперт» создаст из загруженных материалов «удобную базу знаний и поможет найти в ней ответ на любой вопрос», а также сможет «пересказать содержание документов, сделать общий вывод или сравнение, написать на основе загруженных данных текст в нужном стиле и многое другое». Базы знаний в сервисе напоминают папки в облачных хранилищах, ими также можно делиться по ссылке.

#### Образовательная

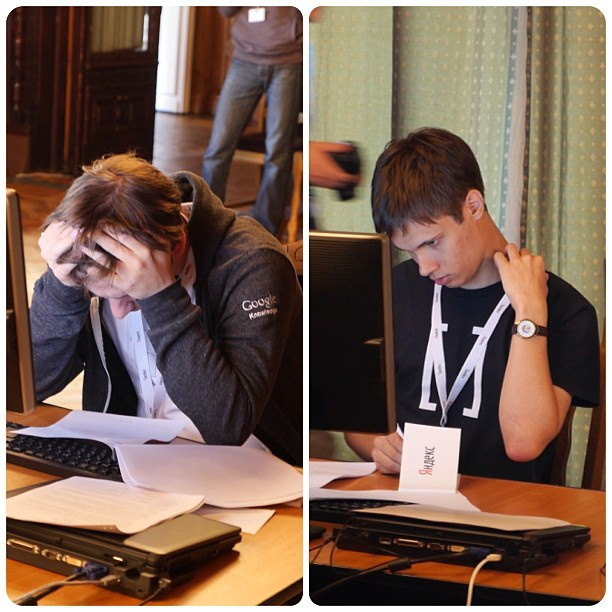
Открытый чемпионат по спортивному программированию ЯндексАлгоритм, 22 августа 2013 года

По состоянию на 2013 год «Яндекс» вложил в образование более 1 миллиарда рублей.
В сентябре 2007 года была открыта Школа анализа данных Яндекса (ШАД) — двухгодичные очные курсы для подготовки специалистов в прикладных областях, связанных с обработкой больших массивов данных (в частности, полученных из интернета). В 2007 году в МФТИ на Факультете инноваций и высоких технологий при содействии Яндекса были открыты кафедра «Анализ данных» и кафедра дискретной математики. В 2014 году Яндекс открыл во ВШЭ Факультет компьютерных наук.
В 2025 году Яндекс намерен вложить в образовательные проекты 5,3 млрд рублей. Средства направят на подготовку специалистов в области IT, ИИ, запуск новых программ и разработку решений для школ и вузов.

##### Лицей Академии Яндекса
В августе 2016 года была открыта образовательная программа для школьников при поддержке ШАД — Яндекс. Лицей — двухгодичную программу основного или дополнительного образования по промышленному программированию на языке программирования Python.
Начиная с 2017 года, программа активно расширялась и продвигалась в других городах России. В Москве ряд школ основного образования в качестве эксперимента включала программу обучения Яндекс. Лицея в свою образовательную программу. В 2018 году открылись учебные заведения в Казахстане. Основным контингентом школы стали учащиеся восьмых и девятых классов школ России и Казахстана.
В сентябре 2021 года «Яндекс Лицей» переименован в «Лицей Академии Яндекса».
Занятия проводятся на территориях школ и университетов, заключивших контракт с компанией. Преподавателями являются сотрудники образовательного учреждения, прошедшие обучение и аттестацию у Яндекса.
Яндекс. Лицей сотрудничает с УрФУ, МГТУ им. Баумана, ДВФУ, УГНТУ и другими ВУЗами страны. 

### Продажа российских активов «Яндекса» и деятельность после разделения компании в 2024 году

#### Продажа российских активов «Яндекса»
Как описывает The Washington Post, полномасштабное российское вторжение в Украину в 2022 году разрушило имидж Яндекса как передовой компании в прогрессивной глобальной России. Основатель Яндекса Аркадий Волож и иностранные акционеры приняли решение выйти из компании. До начала 2024 года головной компанией холдинга являлось зарегистрированное в Нидерландах в 2004 году акционерное общество Yandex N.V., акции которого обращаются в основном на NASDAQ. Руководство начало искать покупателей на российские активы, начав с ряда сервисов.
В марте 2022 года главный управляющий директор головной компании Yandex N.V. Тигран Худавердян попал под санкции ЕС. 3 июня 2022 ЕС ввёл санкции против Аркадия Воложа, одной из причин были названы продвижение «Яндексом» государственных СМИ и удаление контента с критикой российских властей.
7 июля 2022 Худавердян обратился в Европейский суд в Люксембурге с иском об отмене санкций против него. В иске бизнесмен отметил, что не поддерживает вторжение на Украину, и сказал, что «Яндекс» не является «существенным источником дохода для правительства России» и «ключевым элементом» в сокрытии информации о войне от россиян.
В августе под давлением российского правительства «Яндекс» продал свой новостной агрегатор «Яндекс Новости» и платформу «Дзен» контролируемому правительством конкуренту ВКонтакте. 23 августа 2022 было объявлено о том, что «Яндекс» выкупает Delivery Club у VK в обмен на Яндекс. Дзен и Яндекс.Новости.
В сентябре 2022 года в Финляндии были арестованы активы Яндекса и близких к президенту Владимиру Путину предпринимателей Бориса и Аркадия Ротенбергов.
В декабре 2022 стало известно о том, что «Яндекс» зарегистрировал в Армении компанию Beyond ML. 30 декабря Аркадий Волож сообщил об уходе из «Яндекса», опубликовав письмо сотрудникам на внутреннем портале компании.

Сотрудники Яндекса в первые годы существования компании

В октябре 2023 года головная компания группы «Яндекс» — Yandex N.V. (Нидерланды) — получила разрешение на внутреннюю реструктуризацию от правительственной комиссии по контролю за осуществлением иностранных инвестиций в России.
В феврале 2024 года прошла реструктуризация «Яндекса», по итогам которой компания «Yandex N.V.» сменила название и прекратила использовать бренды «Яндекса». По итогам сделки «Яндекс» сохранил сервисы и активы Yandex N.V., исключая зарубежные стартапы Nebius, Toloka, Avride и TripleTen и дата-центр в Финляндии. За российским «Яндексом» остались права на все технологии. Yandex N.V. получил ограниченные права на использование части технологий до конца 2024 года. Активы Яндекса были разделены между нидерландским Yandex N.V. и новой структурой компании в российской юрисдикции МКПАО «Яндекс». Сумма сделки была оценена в 475 млрд руб. ($5,2 млрд) с учетом дисконта в размере не менее 50% от рыночной стоимости в соответствии с требованиями комиссии по контролю за иностранными инвестициями. Новое руководство компании выплатило Yandex N.V. эквивалент 230 млрд рублей в юанях, остальная часть сделки будет закрыта акциями А-класса компании Yandex N.V. Новой головной компанией стало МКАО «Яндекс» (Международная компания акционерное общество «Яндекс»). Покупателем выступил ЗПИФ «Консорциум. Первый». 
7 июля 2025 года участники ЗПИФ «Консорциум.Первый» получили акции Яндекса в прямое владение. По итогам ни у одного из акционеров нет контролирующей доли —. 66,58% акционерного капитала компании принадлежит основным акционерам, 3,62% — администраторам программы мотивации, еще 29,8% — это акции в свободном обращении.
Доли между участниками ЗПИФ распределены следующим образом:
- Менеджмент «Яндекса» — 16,3%
- «Инфинити Менеджмент» Александра Чачава — 16,03%
- «Каталитик Пипл» — 9,89%
- ЗПИФ «Аргонавт» передал свой пакет ЗПИФ «Финансовые решения будущего» и ЗПИФ «Символ» — каждый владеет по 4,94% капитала в «Яндексе»

- Председатель совета директоров Русской холдинговой компании, экс-зампред «Газпрома» Александр Рязанов[118][123]

Фонд менеджеров получит золотую акцию, которая позволит накладывать вето при утверждении бюджета, существенной реорганизации, одобрении крупных сделок и другим особым вопросам. Ещё одна золотая акция принадлежит Фонду общественных интересов, который согласовывает консолидацию более 10 % акций и следит за интеллектуальной собственностью.
Рыночная стоимость Яндекса оценивалась в $30 млрд в 2021 году. Продажа Яндекса за 475 млрд руб. — $5,2 млрд — значительно более низкая цена, чем его рыночная стоимость. При оценке суммы сделки  в соответствии с требованиями комиссии по контролю за иностранными инвестициями учитывался дисконт в размере не менее 50% от рыночной стоимости.

#### Деятельность после февраля 2024 года
16 апреля 2024 года «Яндекс» запустил поиск с помощью искусственного интеллекта «Нейро» .
15 ноября 2024 «Яндекс» создал структуру Yandex b2b Tech — бизнес-группу, которая объединяет технологии и инструменты в сегменте b2b.
3 апреля 2025 года был запущен сервис «Нейроэксперт» — для работы с документами.

## Сервисы, службы и приложения
К 2025 году компания запустила более 90 сервисов в разных направлениях. Многие из них объединены в подписочной программе Яндекс Плюс, предоставляя дополнительные возможности для пользователей и бизнеса. По состоянию на май 2025 года основными сегментами бизнеса являются:
- Поиск и портал: Поиск, Геосервисы, Браузер и ряд других сервисов по предоставлению информационных услуг.
- Городские сервисы: Электронная коммерция (Яндекс Маркет, Яндекс Лавка, Яндекс Еда, Деливери), Райдтех, Доставка и другие O2O-сервисы.
- Плюс и развлекательные сервисы: Яндекс Плюс, Яндекс Музыка, Кинопоиск, Яндекс Книги, Яндекс Афиша и продюсерский центр Плюс Студия.
- Сервисы объявлений: Авто.ру, Яндекс Недвижимость, Яндекс Аренда, Яндекс Путешествия и Яндекс Услуги.
- Прочие бизнес-юниты и инициативы: направление автономного транспорта, облачные сервисы Yandex Cloud и Яндекс 360,
- Яндекс Практикум и другие образовательные инициативы, Устройства и Алиса, Финтех и другие экспериментальные продукты, а также общехозяйственные расходы, не относящиеся к сегментам напрямую.

### Поисковая система
Поиск Яндекса позволяет искать документы на русском, татарском, украинском, белорусском, узбекском, казахском, турецком, английском, немецком и французском языках с учётом морфологии этих языков и близости слов в предложении.
В ноябре 2016 года Яндекс представил поисковый алгоритм «Палех», который ищет подходящие веб-страницы не по ключевым словам, а по смыслу. Алгоритм основан на нейронных сетях и предназначен для поиска ответов на редкие и уникальные запросы.
В конце августа 2017 года Яндекс представил новую версию поиска, в основе которой лежит поисковый алгоритм «Королёв». Он использует нейронную сеть, которая сопоставляет смысл запроса и веб-страницы. Благодаря этому поисковая система может точно отвечать на сложные запросы.
16 апреля 2024 года Яндекс запустил «Нейро» — сервис, использующий генеративные нейросети (в том числе YandexGPT 3), для анализа сразу нескольких источников для поиска ответа на запрос пользователя, с возможностью голосового ввода. Сервис анализирует также и веб-страницы, появившиеся всего несколько часов назад, что может упростить поиск информации о событиях, произошедших совсем недавно. «Нейро» реализован в формате чата, что позволяет задавать уточняющие вопросы.

###### Охват форматов
Помимо традиционных веб-страниц в формате HTML, Яндекс индексирует документы в форматах PDF (Adobe Acrobat), Rich Text Format (RTF), двоичных форматах Word (.doc), Excel (.xls), PowerPoint (.ppt), RSS (блоги и форумы).

#### Язык поисковых запросов
см. Язык запросов, используемый Yandex

Яндекс на татарском языке

###### Результаты
По умолчанию Яндекс выводит до 10 ссылок на каждой странице выдачи результатов, в настройках результатов поиска можно увеличить размер страницы до 20, 30 или 50 найденных документов. Иногда порядок сайтов на этих страницах может отличаться, так как обновление баз для этих результатов происходит не одновременно. Стоит учитывать и рекламу Рекламной Сети Яндекса в поисковой выдаче. Порой такая реклама содержит более семи объявлений, ведущих на разные сайты. Сами объявления располагаются над результатами поисковой выдачи, под ними и сбоку.
Если по запросу найдено очень много ссылок, страница результатов предлагает ограничить диапазон поиска — по региону (то есть по диапазону IP) или по дате. В 2012 году появилась ещё одна возможность — подсказки по цели запроса (интентный поиск). Кроме того, если по какому-либо слову или словам ничего не найдено, предлагается заменить его/их на похожие. Также предлагается исправить слова, набранные не в той раскладке клавиатуры.
Интернет-компания Яндекс с 15 ноября 2018 года начала удалять ссылки на спорный контент из поисковой выдачи в рамках исполнения требований так называемого антипиратского меморандума, подписанного интернет-компаниями и правообладателями 1 ноября 2018 года. Ссылки исчезают из поисковой выдачи в течение шести часов после попадания в реестр. Компания также призывает остальных игроков индустрии поддержать эту инициативу.
В апреле 2021 года ФАС возбудила в отношении «Яндекса» дело по статье о злоупотреблении доминирующим положением, так как в поисковой выдаче компания отдавала предпочтение своим сервисам. Заявителями выступили российские интернет-компании, включая «Авито», «Циан» и «2ГИС». 19 января 2022 года «Яндекс» и ФАС объявили о мировом соглашении, в рамках которого «Яндекс» выплатит 1,5 миллиарда рублей Российскому фонду развития информационных технологий (РФРИТ), деньги используют «на продвижение российских программных ИТ-продуктов в сети Интернет». Деятельность РФРИТ, который входит в группу ВЭБ.РФ, курирует Министерство цифрового развития, связи и массовых коммуникаций.

###### Качество
Время от времени алгоритмы Яндекса, отвечающие за релевантность выдачи, меняются, что приводит к изменениям в результатах поисковых запросов. По факту такие изменения далеко не всегда улучшают поисковую выдачу по запросам. Такие изменения, официально объявленные, происходили, например, в марте 2004 года, августе 2005 года и январе 2007 года; по неофициальным сведениям, их значительно больше (например, в августе-сентябре 2007 года). Крупное изменение произошло в ноябре 2009 года, когда была выложена обновлённая версия поисковой программы «Снежинск». Последнее подобное изменение произошло в декабре 2010-го, когда Яндекс внедрил новую поисковую технологию «Спектр» (версия «Краснодар»). Она позволяет учитывать потребности пользователей, которые не были явно сформулированы в запросе. Например, по запросу [бетховен] пользователям покажут результаты и про биографию композитора, и его произведения, и фильм «Бетховен». В декабре 2012 года Яндекс представил новую поисковую платформу «Калининград», которая осуществляет персональный поиск с учётом личных интересов пользователя.
Согласно принципам работы, изложенным представителями компании, «Яндекс» не индексирует или ограничивает ранжирование следующие сайты:
1. Копирующие или переписывающие информацию с других ресурсов и не создающие оригинального контента.
2. Единственной целью которых является перенаправление пользователя на другой ресурс автоматически (редирект) или добровольно.
3. С автоматически сгенерированным (бессмысленным) текстом.
4. С каталогами (статей, программ, предприятий и т. п.), если они являются только агрегаторами контента, не создают тексты и описания самостоятельно и не предоставляют никакой уникальной услуги.
5. С невидимым или слабовидимым текстом или ссылками.
6. Отдающие разный контент пользователям и роботам поисковых систем (клоакинг).
7. Предоставляющие товары или информацию по партнёрским программам, но не представляющие никакой ценности для пользователя.
8. Использующие обманные техники (например, вредоносный код, скрипты, настройки серверов), перенаправляющие пользователей на сторонние ресурсы или меняющие окно результатов поиска на страницы других ресурсов при переходе из поисковых систем.
9. Содержащие списки поисковых запросов (многократное повторение и перечисление ключевых слов), предназначенные исключительно для обмана поисковой системы и манипулирования результатами её работы, в том числе использование элементов страниц, скрывающих ключевые слова, например, посредством скроллинга или других технических приёмов.
10. Группы сайтов одного владельца/компании, предоставляющие пользователю одни и те же товары или услуги, созданные с целью заполнения нескольких позиций в результатах поиска и сбора трафика.
11. Немодерируемые форумы, доски объявлений, содержащие большое количество ссылочного спама.
12. Ставящие внешние ссылки исключительно для обмана поисковых систем и «накачивания» релевантности и не являющиеся рекомендацией автора посетить ресурс.
13. Сайты или группы сайтов, интенсивно ссылающиеся друг на друга (линкфармы).
14. Страницы сайта с результатами поиска.

В мае 2025 года «Яндекс» выпустил беспроводные TWS-наушники Commo OST Earphones. Частотный диапазон — от 20 Гц до 20 кГц, что означает вывод как высоких частот, так и глубоких басов. Доступные цвета — белый, серый и лавандовый.
«Яндекс» стал владельцем компании «Домиленд» — платформы в сфере технологических решений для девелоперов и управляющих компаний.

## Бренд

### Название
Поисковый продукт «Яндекс» появился в 1993 году. Название системы — Яндекс, Яndex, — придумали вместе Аркадий Волож и Илья Сегалович.

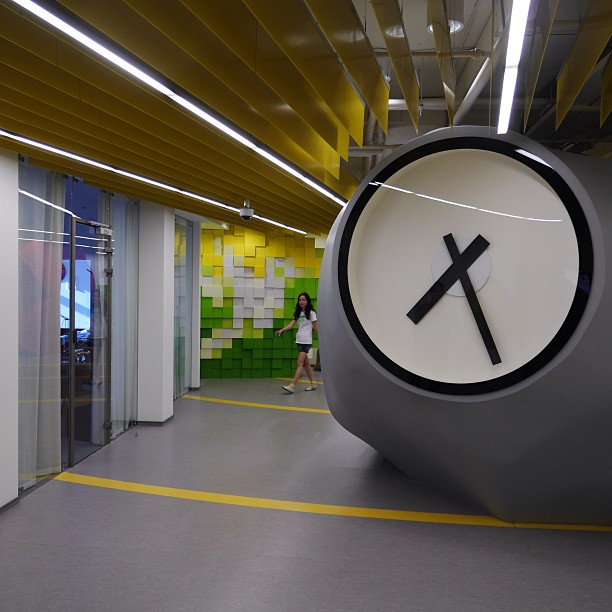
Офис «Яндекса» в Санкт-Петербурге

Слово «Яндекс», или латиницей «Yandex», расшифровывается как Yet another indexer (с англ. — «ещё один индексатор», «очередной индексатор»). Затем Волож заменил «Ya» на «Я» (сделав слово «Яndex») с целью подчеркнуть российское происхождение бренда.
Яндекс как наименование поисковых и иных продуктов на письме обычно не выделяется кавычками. Подобное написание идёт от изначально гибридного названия Яndex, на которое не могли распространяться правила русского языка. Напротив, в значении юридического лица — OOO «Яндекс» — слово должно заключаться в кавычки как название организации.

### Дизайн проекта
С момента своего основания «Яндекс» сотрудничает со студией Артемия Лебедева. Специалисты студии разрабатывают дизайн сайтов, полиграфии и деловой графики для компании. Наибольшее количество работ выполнено Ромой Воронежским, однако в работах «на Яндекс» принимали участие почти все ведущие дизайнеры студии. Ряд проектов выполняли другие компании. Дизайн первой версии проекта «Яндекс.Игрушки» (лаунчер для браузерных флэш-игр) делала компания «Город-Интерактив», дизайн проекта «Яндекс.Лето» — «Болоtov.ru», а дизайн «Яндекс.Деньги» образца 2009 года — фрилансер Александра Павлова.
С 2013 года все большее количество проектов запускается без участия студии Артемия Лебедева — к примеру, обновлённый дизайн «Яндекс.Новости» или новый дизайн Яндекса — «Острова».

### Логотип
Первый логотип «Яндекса» появился в 1996 году на продуктах Яndex.Site и Яndex.CD, ещё до того, как была анонсирована одноимённая поисковая система. Начиная с 1997 года, логотипы для «Яндекса» рисует Студия Артемия Лебедева. С тех пор было выпущено четыре его варианта, причём начиная с версии 3.0 бренд набран на кириллице («Яndex» заменили на «Яндекс»). Логотип «Яндекса» может менять свой дизайн в честь некоторых памятных дат, к примеру, 75-летию Владимира Высоцкого был посвящён музыкальный логотип.
В 2016 году компания незначительно обновила логотип в соответствии с созданным накануне фирменным шрифтом Yandex Sans. Авторами новой версии выступили Илья Рудерман и Кристиан Шварц.
В 2021 году именно вместе с Рудерманом дизайнеры «Яндекса» разработали новую версию логотипа. Вместе с тем появились новые знак и шрифт для логотипных конструкций.

### Кубок Яндекса
С 2001 по 2009 год Яндекс регулярно проводил соревнования по скоростному поиску в Интернете. Кубок проходил в три тура: два заочных и очный финал. Играть в первом туре может любой желающий, зарегистрировавшийся на сайте Кубка. Во второй тур попадали 100 игроков, имеющих наибольшее количество баллов. В финал проходили 8 игроков — победителей второго тура. 9-й игрок определяется жеребьёвкой среди игроков, занявших следующие 20 мест во втором туре. Финал состоял из двух частей: многоборья и забега призёров.

## Статистика и финансовые показатели
Крупнейшая по выручке российская интернет-компания. По количеству обработанных запросов входит в топ мировых поисковых систем.
| Год  | Выручка                          | Количество серверов | Количество сотрудников | Объём рынка интернет-рекламы | Конкуренты                                |
| ---- | -------------------------------- | ------------------- | ---------------------- | ---------------------------- | ----------------------------------------- |
| 2002 | 60 млн руб.                      | 160                 | 100                    | 10 млн долл.                 | Рамблер, Апорт, Лайкос                    |
| 2012 | 28 млрд руб.                     | 10 тыс.             | 4,5 тыс.               | 1,7 млрд долл.               | Google (поисковая система), Поиск@Mail.Ru |
| 2019 | 175,4 млрд руб.                  |                     | 10 092                 | 3,1 млрд долл.               | Google, Mail.ru Group                     |
| 2020 | 218,3 млрд руб.                  |                     | 15 666                 | 5,4 млрд долл.               | Google, Mail.ru Group                     |
| 2021 | 356,2 млрд руб.                  | 150-200 тыс.        | 21 151                 | 6,6 млрд долл.               | Google, VK Group                          |
| 2022 | 521,7 млрд руб.                  |                     | 25 431                 | 7,4 млрд долл.               | Google, VK Group                          |
| 2023 | 800 млрд руб.                    |                     | 25 127                 | 8,6 млрд долл.               | Google, VK Group                          |
| 2024 | 1 094,6 млрд руб.                |                     | 28 992                 | 15,7 млрд долл.              | Google, VK Group                          |
| 2025 | 306,5 млрд руб. (I квартал 2025) |                     | 29 971                 |                              | Google, VK Group                          |

По данным аналитического сервиса «Яндекс. Радар», доля компании на российском поисковом рынке (включая поиск на мобильных устройствах) в III квартале 2020 года составила в среднем 59,3 %. В IV квартале 2019 года на Android устройствах в России доля поисковых запросов к «Яндексу» составила 54,3 %. Количество поисковых запросов (search queries) увеличилось на 7 % по сравнению с аналогичным показателем за IV квартал 2018 года.
Доля компании на российском поисковом рынке (поиск и портал) в I квартале 2025 года составила 67,2%. Рост количества поисковых запросов ускорился год к году и составил 9,9%. Скорректированный показатель EBITDA составил 48,9 млрд рублей или 16,0% от выручки.
После объявления 13 июля 2017 года о том, что Яндекс.Такси и Uber объединяют бизнес, рыночная капитализация Яндекса на фондовой бирже NASDAQ выросла до $10,73 млрд, а стоимость акций Яндекса за день выросла на 15,99 % до 31,7 долларов за бумагу.
По итогам 2019 года консолидированная выручка выросла по сравнению с 2018 годом на 37 % — до 175,4 млрд рублей ($2833,2 млн). Выручка выросла по сравнению с 2018 годом на 39 % (без учёта «Яндекс. Маркета»). Чистая прибыль компании составила 11,2 млрд рублей ($180,9 млн) и, по сравнению с 2018 годом, снизилась на 75 %.
В феврале 2020 года российский Forbes оценил стоимость компании в $14,6 млрд, поставив на первое место в списке самых дорогих компаний Рунета.
В сентябре 2024 года на внеочередном общем собрании акционеров впервые с 2010 года было принято решение о выплате дивидендов по итогам первого полугодия в размере 80 рублей на одну обыкновенную акцию.
Выручка компании за первые 9 месяцев 2024 года достигла 754,4 млрд рублей с показателем роста на 37 % год к году. Ожидаемый рост выручки по итогам года — на 38-40 % год к году при показателе EBITDA на уровне 170—175 млрд рублей. 
В 2024 году выручка компании выросла на 37 % по сравнению с 2023 годом и составила 1 094,6 млрд рублей. Рост выручки в четвёртом квартале 2024 года относительно третьего квартала 2024 года также составил 37 %.
Финансовые результаты за первый квартал 2025 года - выручка составила 306,5 млрд рублей, скорректированный показатель EBITDA составил 48,9 млрд рублей.
В апреле 2025 Яндекс все также находится на первом месте в списке самых дорогих компаний Рунета по версии Forbes. Стоимость компании оценили в $16,4 млрд.

## Собственники и руководство
Головная компания зарегистрирована в России как МКПАО «Яндекс». До начала 2024 года 100 % уставного капитала компании принадлежало зарегистрированному в Нидерландах акционерному обществу Yandex N.V. По словам Аркадия Воложа, решение о создании зарубежной материнской компании было обусловлено нерегулярностями в законодательстве России в части акционерных обществ.
23 января 2024 года стало известно, что владельцем главного юрлица компании в России ООО «Яндекс» вместо Yandex N.V стало российское МКАО «Яндекс». В июле-августе 2024 года компания Yandex N.V. сменила название и прекратила использовать бренды «Яндекса». Компания «Яндекс» предоставила Yandex N.V. ограниченные права на использование части своих технологий до конца года.
5 февраля 2024 года было объявлено, что бизнес «Яндекса» продан консорциуму частных инвесторов и менеджеров компании. Заявленная сумма сделки — 475 млрд рублей (с учётом дисконта в размере не менее 50 % от рыночной стоимости). Владельцем МКАО «Яндекс» стал ЗПИФ «Консорциум.Первый» во главе с менеджерами «Яндекса». Ни у одного из пайщиков нет контролирующей доли. В самом «Яндексе» заявили, что он «останется частной, независимой и публичной компанией после реструктуризации». В тот же день «Лукойл» заявил, что после закрытия сделки его доля в «Яндексе» составит около 10 %. По мнению The Bell и «Медузы» на тот момент в состав консорциума могли войти совладелец «Лукойла» Вагит Алекперов, основатель Faberlic и депутат Госдумы от партии «Новые люди» Алексей Нечаев, группа ВТБ. В июле 2025 года состав консорциума был следующим: менеджмент «Яндекса», «Инфинити Менеджмент» Александра Чачава, «Каталитик Пипл». ЗПИФ «Аргонавт» передал свой пакет ЗПИФ «Финансовые решения будущего» и ЗПИФ «Символ». 7 июля 2025 года участники ЗПИФ «Консорциум.Первый» получили акции Яндекса в прямое владение. По итогам 66,58% акционерного капитала принадлежит основным акционерам, 3,62% — администраторам программы мотивации, 29,8%  акций в свободном обращении. Ни у одного из акционеров нет контролирующей доли.
Принято решение, что генеральным директором «Яндекса» остаётся Артём Савиновский, который занял свой пост в апреле 2022 года.
Один из основателей компании «Яндекс» Илья Сегалович так ответил в 2013 году на факт регистрации в Голландии:

— Вы голландская компания.
— Нет, мы российская компания. А «Газпром-Медиа» — кипрская? А Google — делавэрская компания, раз они там зарегистрированы? <…> Давайте я поясню эту аналогию. Есть компания, созданная русскими людьми на русские деньги, которая работает в Москве, в которой 2500 работникам платят зарплату, платят налоги с этой зарплаты; работающая в России и создающая продукт для России. Эта компания называется российской. При этом она инкорпорирована за границей. Иностранные акционеры вследствие отсутствия правильного закона об акционерных компаниях в России боятся создавать тут юридическое лицо.

### Структура собственников

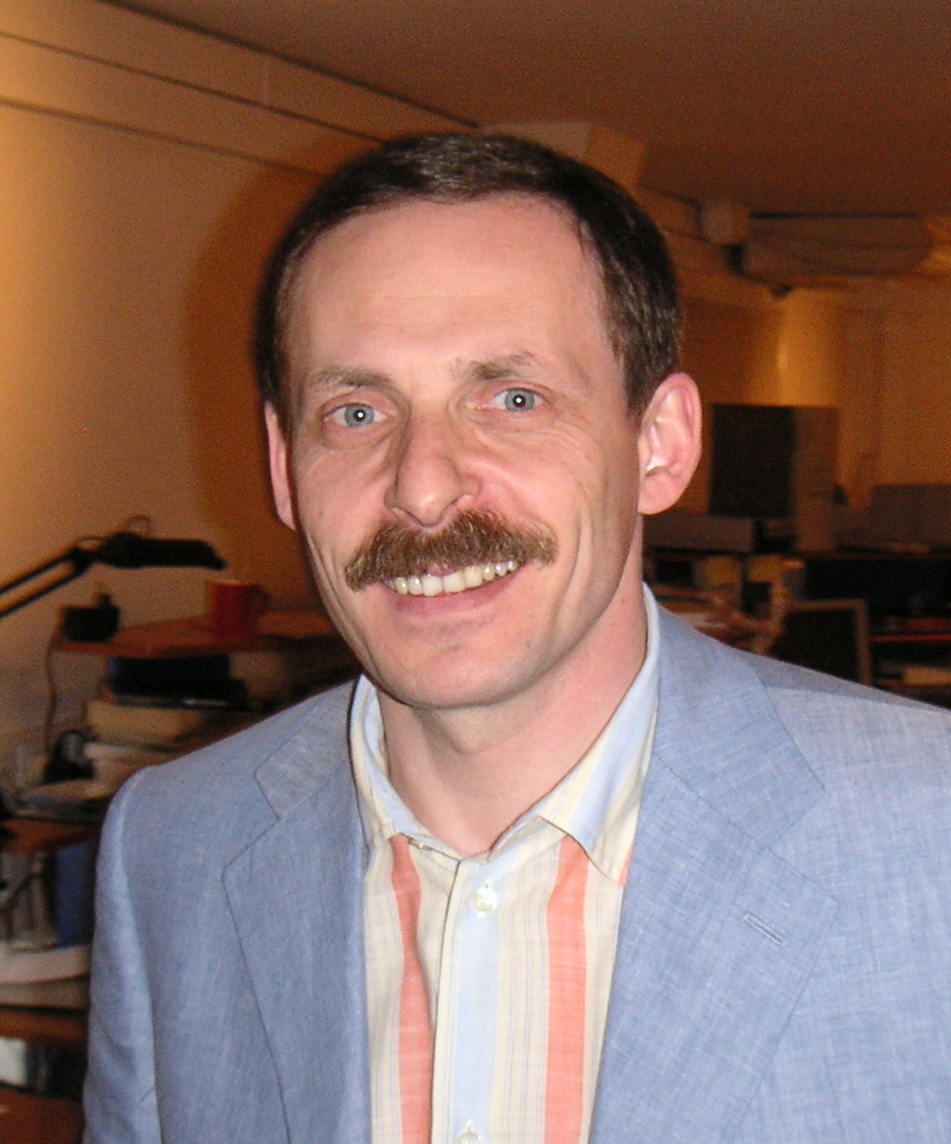
Аркадий Волож — сооснователь Яндекса

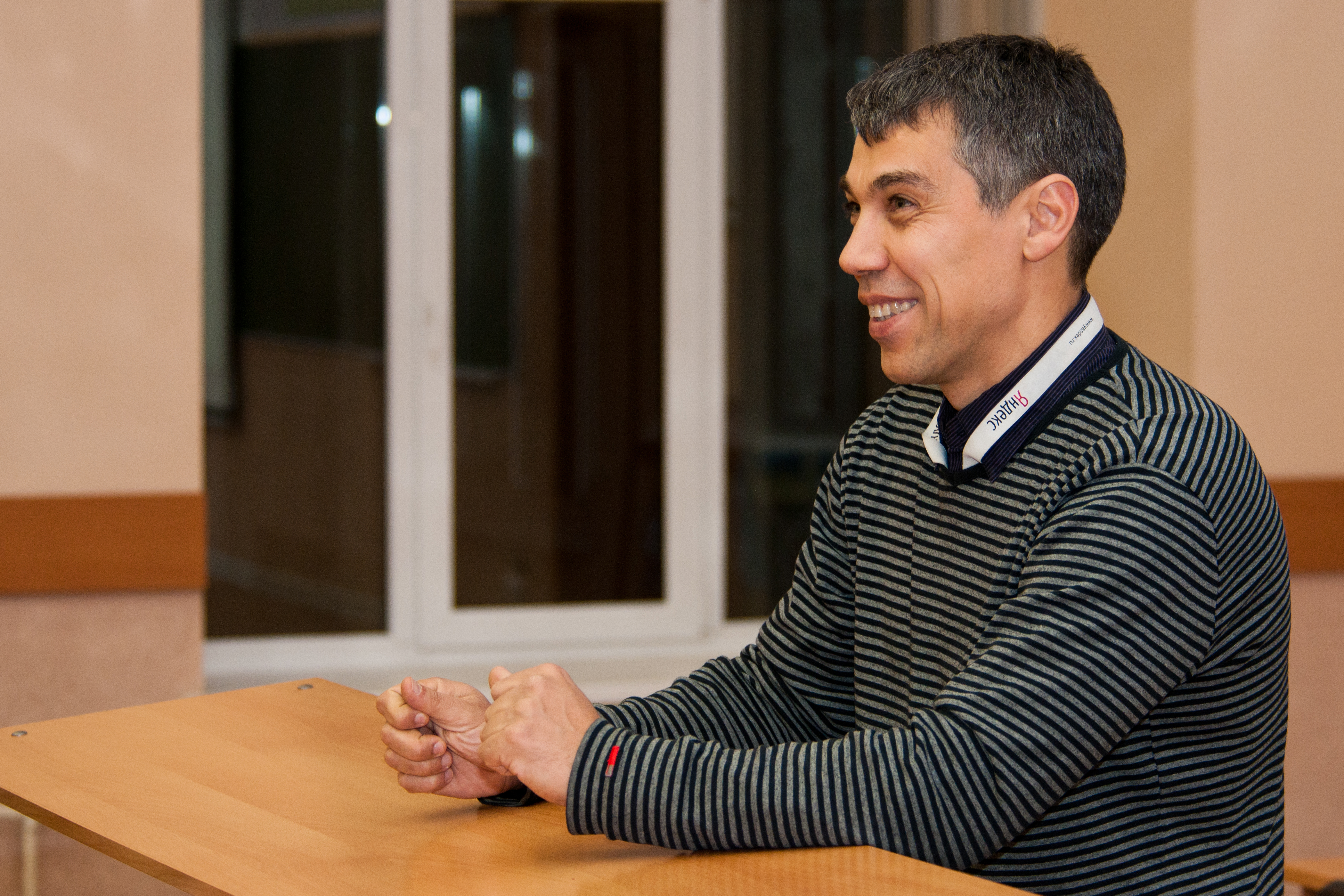
Илья Сегалович — директор по технологиям и разработке

Капитал Yandex N.V. состоит из акций двух типов — 65 716 855 класса A (один голос на акцию) и 35 528 568 класса B (десять голосов на акцию).
Структура собственников компании Yandex N.V. по состоянию на конец 2015 года:
- Аркадий Волож — 327 396 акций класса A, 32 209 684 акций класса B (86,3 % акций) — 9,84 % акций (48,48 % голосов);
- Владимир Иванов — 8 944 491 акций класса A (3,05 % акций), 3 318 884 класса В (8,94 %) — 3,71 % акций (6.34 % голосов);
- Capital Research Global Investors — 22 605 097 акций класса А — 6,83 % (3,40 % голосов);
- Invesco Ltd — 16 582 559 акций класса А — 5,01 % акций (2,49 % голосов).

Всего в руках менеджмента сосредоточено 10,32 % акций и 48,72 % голосов. Вместе с мажоритарными акционерами они владеют 30,60 % акций и контролируют 63,30 % голосов.
Бывшие члены
- Тигран Худавердян — управляющий директор с 23 мая 2019 по 15 марта 2022 года[198], генеральный директор Яндекса в России с 15 по 16 марта 2022 года[199]
- Илья Сегалович — директор по технологиям и разработке в 1993—2013 годах
- Грег Абовский — операционный и финансовый директор с 1 декабря 2017[200] по 30 марта 2021 года[201]
- Александр Шульгин — операционный и финансовый директор с 1 сентября 2014 по 1 декабря 2017 года[202][203]
- Аркадий Волож — генеральный директор Яндекса с 2000 года по 3 июня 2022 года[204]
- Елена Бунина — HR-директор Яндекса с 1 января 2011 года; генеральный директор Яндекса в России с 1 декабря 2017 по 15 марта 2022 и с 16 марта по 2 апреля 2022 года[199][205]
- Григорий Дергачёв — генеральный директор «Яндекс. Такси» с 14.04.2021 по осень 2021
- Джон Бойнтон (англ. John Boynton) — председатель Совета директоров Яндекса с 28.03.2016 по 2024[206][207]

### МКПАО «Яндекс»
Собственники
Ни у одного из акционеров нет контролирующей доли, и ключевые решения остаются за командой менеджеров.
| Акционеры                               | Доля владения (более 5% в капитале компании) |
| --------------------------------------- | -------------------------------------------- |
| Менеджмент «Яндекса»                    | 16,3%                                        |
| «Инфинити Менеджмент» Александра Чачава | 16,03%                                       |
| «Каталитик Пипл»                        | 9,89%                                        |

Совет директоров
| Имя               | Должность                 | Год    | Примечание                                                                   |
| ----------------- | ------------------------- | ------ | ---------------------------------------------------------------------------- |
| Антон Сычёв       | неисполнительный директор | с 2024 | финансовый директор Litasco Middle East (дочерняя Лукойл)                    |
| Александр Чачава  | неисполнительный директор | с 2024 | управляющий партнёр Leta Capital и глава АО «Инфинити Менеджмент»            |
| Павел Деньгин     | неисполнительный директор | с 2024 | заместитель главы по продуктам АО Специализированный депозитарий «Инфинитум» |
| Андрей Бетин      | независимый директор      | с 2024 | исполнительный директор АНО «Россия — страна возможностей»                   |
| Александр Ивлев   | независимый директор      | с 2024 | бывший управляющий партнёр EY CIS (дочерняя Ernst & Young)                   |
| Алексей Яковицкий | независимый директор      | с 2024 | бывший генеральный директор ВТБ Капитал                                      |
| Евгений Якушкин   | независимый директор      | с 2024 | бывший директор по стратегии AliExpress CIS Holding (дочерняя AliExpress)    |
| Светлана Ячевская | независимый директор      | с 2024 | адвокат и член попечительского совета Европейского университета              |
| Артём Савиновский | исполнительный директор   | с 2024 | генеральный директор МКПАО «Яндекс» с 14 апреля 2022 года                    |

Руководители подразделений
| Имя                  | Должность                                                      |
| -------------------- | -------------------------------------------------------------- |
| Артём Савиновский    | генеральный директор (с 2022)                                  |
| Алексей Кудрин       | советник по корпоративному развитию (с 2022)                   |
| Андрей Себрант       | директор по стратегическому маркетингу                         |
| Александр Крайнов    | директор по развитию технологий AI (с 2021)                    |
| Павел Кушелев        | директор по PR-проектам (с 2022)                               |
| Константин Сидорков  | директор по работе с артистами (с 2024)                        |
| Даниил Шулейко       | директор бизнес-группы e-commerce и ridetech (с 2021)          |
| Дмитрий Масюк        | директор бизнес-группы «поиск» и рекламные технологии (с 2023) |
| Роман Маресов        | руководитель направления e-commerce (c 2023)                   |
| Александр Аникин     | руководитель направления ridetech (с 2021)                     |
| Елена Бубнова        | руководитель направления «поиск» (c 2022)                      |
| Игорь Богачёв        | коммерческий директор (с 2024)                                 |
| Александр Балахнин   | финансовый директор (с 2023)                                   |
| Иван Задохин         | операционный директор Яндекс Маркет (c 2024)                   |
| Вадим Петров         | генеральный директор Яндекс Лавка (с 2023)                     |
| Евгений Анищенков    | генеральный директор Яндекс Еда (c 2024)                       |
| Евгений Анищенков    | генеральный директор Деливери (c 2023)                         |
| Александр Дунаевский | генеральный директор Кинопоиск (с 2024)                        |
| Александра Сагалович | руководитель сервиса Яндекс Музыка (с 2021)                    |
| Виталий Григораш     | руководитель сервиса Яндекс Книги (с 2022)                     |
| Андрей Гевак         | генеральный директор Яндекс Плюс (с 2021)                      |
| Ольга Филипук        | директор по контенту «Плюс и Фантех» (на июнь 2024)            |
| Дмитрий Литвинов     | генеральный директор BandLink (с 2019)                         |
| Дмитрий Субботин     | руководитель сервиса Яндекс Афиша                              |
| Тембот Керефов       | генеральный директор Яндекс Доставка (с 2022)                  |
| Александр Аникин     | генеральный директор Яндекс Такси (с 2021)                     |
| Кирилл Лунёв         | генеральный директор Яндекс Драйв (с 2024)                     |
| Павел Алёшин         | генеральный директор Авто.ру (с 2021)                          |
| Александр Ганьшин    | генеральный директор Яндекс Погода                             |
| Александр Ганьшин    | генеральный директор Яндекс Пробки (с 2024)                    |
| Павел Епишин         | генеральный директор Яндекс Игры                               |

#### Рейтинговые оценки
Рейтинговое агентство АКРА в 2025 году присвоило МКПАО «Яндекс» рейтинговую оценку AAА(RU) со стабильным прогнозом.

## Критика
27 апреля 2020 года поисковик по запросу «Навальный» стал выделять только негативные публикации о политике. В компании «Яндекс» случившееся назвали «временным экспериментом». 28 апреля Яндекс выпустил объяснение, в котором эксперимент был признан неудачным.
В феврале 2021 года произошла утечка почти 5 тысяч адресов и паролей электронной почты. По словам компании, это совершил неназванный системный администратор, за что был уволен. Яндекс принёс извинения, однако о возмещении убытков пострадавшим от утечки не сообщалось.
Поисковая система Яндекса обвинялась в рекламе потенциально небезопасных результатов, в частности, подделок известных программ и сайтов.
После утечки исходных кодов Яндекса в декабре 2022 года стало известно, что компания использовала патч, блокирующий показ изображений Путина при поиске по фразе «бункерный дед».
23 декабря 2022 года руководство компании уволило сотрудника, который рассказал журналистам The Village, что в компании действуют механизмы цензуры.
В январе 2023 года произошла новая утечка исходных кодов сервисов Яндекса размером около 45 гигабайт в сжатом виде. По словам исследовавших код экспертов по кибербезопасности, опрошенных изданием Wired, Яндекс собирает и анализирует для таргетинга рекламы огромное количество информации о пользователях. К примеру, на основе поисковых запросов и фраз для «Алисы», Яндекс создаёт такие целевые аудитории, как «курильщики» или «дачники». По словам экспертов, не все индексируемые данные выглядят предназначенными для рекламы. Например, Яндекс собирает данные о местоположении пользователей, скорости их передвижения и именах сетей Wi-Fi, к которым они подключаются. В пресс-релизе по поводу утечки данных Яндекс сообщил, что ею не были затронуты данные пользователей, а также принёс извинения за непрозрачную систему рекомендаций и «расовые оскорбления» в некоторых частях кода.
В июне 2025 года были обнародованы результаты независимого исследования, в соответствии с которыми компания следила за пользователями Android через Яндекс Метрику, которая с 2017 года передавала уникальные идентификаторы пользователей из мобильных браузеров в приложения «Яндекса», установленные на устройстве, что позволяло связать посещённые сайты с конкретным аккаунтом пользователя экосистемы «Яндекса». При этом защититься от сбора данных не помогало даже использование VPN. После придания инцидента огласке и начала проверки Google, компания заявила о прекращении сбора данных.